# Chuyển hóa calci
Chuyển hóa calci liên quan đến sự di chuyển và điều hòa các ion calci (Ca 2+) trong và ngoài các khoang cơ thể khác nhau, chẳng hạn như đường tiêu hóa, huyết tương, dịch ngoại bào và nội bào, và mô xương. Một khía cạnh quan trọng của quá trình chuyển hóa calci là cân bằng nội môi calci huyết tương, sự điều hòa các ion calci trong huyết tương trong giới hạn hẹp. Trong quá trình này, mô xương hoạt động như một trung tâm lưu trữ calci để gửi và rút tiền khi cần thiết bằng máu, thông qua việc tái tạo xương liên tục. :276–277 dạng của cơ chế này dẫn đến tăng calci máu hoặc hạ calci máu, cả hai đều có thể gây hậu quả cho sức khỏe. Mức độ calci trong huyết tương của con người được điều chỉnh bởi calcitonin và hormone tuyến cận giáp (PTH); calcitonin được giải phóng bởi tuyến giáp khi mức huyết tương của nó cao hơn điểm bình thường (để giảm mức calci); PTH được giải phóng bởi các tuyến cận giáp khi mức calci giảm xuống dưới mức thiết lập (để nâng cao nó).

## Nồng độ calci
Calci là khoáng chất phong phú nhất trong cơ thể con người.   Cơ thể người trưởng thành trung bình chứa tổng cộng khoảng 1 kg, 99% trong bộ xương dưới dạng muối calci phosphat. Dịch ngoại bào (ECF) chứa khoảng 22   mmol, trong đó khoảng 9 mmol là trong huyết tương. Khoảng 10   mmol calci được trao đổi giữa xương và ECF trong khoảng thời gian hai mươi bốn giờ. Nồng độ của các ion calci bên trong các tế bào (trong dịch nội bào) thấp hơn 7.000 lần so với trong huyết tương (tức là <0,0002   mmol/L, so với 1,4   mmol/L trong huyết tương)

## Chức năng
Calci có một số chức năng chính trong cơ thể. Nó dễ dàng liên kết với protein, đặc biệt là các protein có amino acid mà chuỗi bên kết thúc trong các nhóm carboxyl (-COOH) (ví dụ như dư lượng glutamate). Khi liên kết như vậy xảy ra, các điện tích trên chuỗi protein thay đổi, làm cho cấu trúc cấp ba của protein (tức là dạng 3 chiều) thay đổi. Ví dụ điển hình của điều này là một số yếu tố đông máu trong huyết tương, không có chức năng khi không có các ion calci, nhưng trở nên đầy đủ chức năng khi bổ sung nồng độ muối calci chính xác. Các kênh ion natri điện áp trong màng tế bào của dây thần kinh và cơ đặc biệt nhạy cảm với nồng độ ion calci trong huyết tương. giảm tương đối nhỏ trong nồng độ calci huyết tương ion hóa (giảm calci máu) gây ra những kênh để rò rỉ natri vào các tế bào thần kinh hoặc sợi trục thần kinh, làm cho chúng siêu dễ bị kích động (hiệu lực thi hành bathmotropic dương tính), gây co thắt tự phát cơ (tetany) và dị cảm (cảm giác của "kim châm") của tứ chi và xung quanh miệng. Khi calci huyết tương ion hóa tăng trên mức bình thường (tăng calci huyết) calci hơn là ràng buộc để các kênh natri có tác động tiêu cực bathmotropic vào chúng, gây hôn mê, yếu cơ, chán ăn, táo bón và cảm xúc không ổn định.